# القدية (مشروع)
القِدِّيَّة مشروع ترفيهي رياضي ثقافي سعودي أعلن عنه ولي العهد السعودي رئيس مجلس إدارة صندوق الاستثمارات العامة في 7 أبريل 2017 وجهةً ترفيهيةً واجتماعية نوعية، ووضع حجر الأساس للمشروع خادم الحرمين الشريفين الملك سلمان بن عبد العزيز آل سعود في يوم 28 أبريل 2018 الموافق 12 شعبان 1439 هـ. تختص بتنفيذ أعمال المشروع وتطويره شركة القدية للاستثمار وهي شركة مساهمة مغلقة أُطلِقَت في مايو 2018. حددت شركة القدية خطة تنفيذ أعمال المشروع في جدول زمني يُنَفَّذ على مدى 4 سنوات، تنتهي بالافتتاح الرئيسي في مطلع عام 2030، وأعلنت عن أعمال المرحلة الأولى في يوليو 2019، حيث تضمنت أكثر من 45 مشروع وأكثر من 300 نشاط عبر قطاعات الإبداع والضيافة والترفيه والرياضة منها ملعب القدية.
وفي7 ديسمبر من عام 2023 أطلق الأمير محمد بن سلمان، ولي العهد رئيس مجلس الوزراء رئيس مجلس إدارة شركة القدية للاستثمار، المخطط الحضري لمدينة القدية والعلامة التجارية العالمية لها. وأكد ولي العهد السعودي أن الاستثمار النوعي في مدينة القدية هو أحد مرتكزات "رؤية المملكة 2030"، التي تستهدف تنويع مصادر دخل الاقتصاد المحلي، مشيراً إلى أن المدينة ستصبح في المستقبل القريب الأبرز على مستوى العالم في مجال الترفيه والرياضة والثقافة.
وفي أحدث الخطوات، تم الكشف عن ملعب جولف القدية الجديد المكوّن من 18 حفرة بمعايير البطولات، من تصميم أسطورة الجولف السير نيك فالدو، على أن يُفتتح للجمهور عام 2026، إلى جانب نادٍ رياضي وأكاديمية تدريبية حديثة سيجري افتتاحها في عام 2028.

## التسمية
اشتق اسم "القدية" من كلمة "القد" التي تحمل العديد من المعاني، فالقد يعني الشق في الطريق، وحسب المؤرخ راشد العساكر فالبعض يوردها على أنها ما يربط في الشداد أو الهدوج، إلا أن العساكر يرجح الرأي القائل بأن المقصود به "هو طريق لم يتشكل طبيعياً، بل شق شقاً لعبور هذه المنحدرات الصعبة والخطرة، وليصبح في النهاية ممراً للتجارة والحركة على مر التاريخ"، وأن تسمية المنطقة تعود إلى طريق أبا القد الذي يربط اليمامة بالحجاز قديماً، والذي مازال قائماً حتى الآن.تعود تسمية المنطقة إلى طريق أبا القد الذي كان يربط «اليمامة بالحجاز» قديمًا. كما تضم المنطقة وادي القدية الذي كان يصب في وادي نمار ثم في وادي حنيفة.

## الموقع
يقع المشروع في منطقة القدية الواقعة في قلب محمية جرف طويق البيئية، جنوب غرب مدينة الرياض على بعد (45 كم) عن العاصمة السعودية، وتبعد القدية ساعة واحدة من مطار الملك خالد الدولي. والقدية منطقة تاريخية حيث كان يمر بها طريق الحجاج من الرياض إلى مكة المكرمة والمدينة المنورة قبل ظهور المواصلات الحديثة، وتطل عليها جبال طويق أحد مكونات هضبة نجد.

## المساحة
يمتد المشروع على مساحة 376 كيلومتر مربع، كأكبر مدينة ترفيهية في العالم، حيث تتجاوز مساحة ديزني بضعفين ونصف.

## المخطط الحضري
المخطط الحضري لمدينة القدية يهدف إلى تحويلها إلى مدينة عالمية في مجالات الترفيه والرياضة والثقافة، مع التركيز على توفير تجارب فريدة ومتنوعة. يشمل المخطط بناء 60 ألف مبنى على مساحة 360 كيلومتر مربع، لاستيعاب أكثر من 600 ألف نسمة وتقديم أكثر من 325 ألف فرصة عمل نوعية. 
تفاصيل المخطط:
- الهدف: جعل القدية وجهة عالمية للترفيه والرياضة والثقافة.
- المساحة: 360 كيلومتر مربع.
- عدد السكان: أكثر من 600 ألف نسمة.
- فرص العمل: أكثر من 325 ألف فرصة عمل نوعية.
- الاستثمارات: يُقدر أن المشروع سيساهم في زيادة الناتج المحلي الإجمالي بنحو 135 مليار ريال سعودي.
- الموقع: يقع جنوب غرب مدينة الرياض، على بعد 40 دقيقة من وسط الرياض.
- الاستقبال: تستهدف المدينة استقبال 48 مليون زيارة سنوياً.
- التركيز: المخطط الحضري يركز على توفير تجارب ممتعة في مجالات الترفيه والرياضة والثقافة.
- الاستثمارات: يضم المشروع استثمارات في مجالات متنوعة مثل المرافق الخدمية والطاقة المتجددة، والقطاع العقاري، والنقل والخدمات اللوجستية. [16]

## شركة القدية
تأسست شركة القدية للاستثمار شركةً مساهمةً مقفلة بتاريخ 10 مايو 2018م. . وهي شركة مملوكة بنسبة 100% لـصندوق الاستثمارات العامة تقوم بتنفيذ أعمال المشروع وتطويره. ويتكون هيكل الشركة من شركة القدية للتطوير، وشركة القدية للتشغيل، ومؤسسة القدية. وتقدم القدية العديد من الفرص للمستثمرين، ويشمل ذلك المقاولين، والموردين، وشركاء رأس المال الاستراتيجيين، وشركاء تطوير البنية التحتية، ومقدمي خدمات الرعاية الصحية. ويعد مشروع القدية أحد المشاريع الكبرى لصندوق الاستثمارات العامة في المملكة بالتعاون مع كبار الشركات العالمية. وفي 14 مايو 2024 أعلنت "القدية" للاستثمار السعودية ضم شركة مشاريع الترفيه "سفن" إلى مجموعة شركاتها لتعزيز منظومة العمل وتحقيق التكامل بين أنشطتهما في القطاع.

## الهيكل المؤسسي
يتقلد ولي العهد السعودي منصب رئيس مجلس إدارة شركة القدية للاستثمار، كما تولى المهندس المعماري مايكل رينينجر منصب الرئيس التنفيذي السابق لمشروع القدية ويملك خبرة 30 عاما في تطوير المشروعات الكبرى من خلال عمله في شركات عالمية مثل: والت ديزني، وبرايت لاين، وإيكوم،، أما الرئيس التنفيذي الحالي للمشروع فهو فيليب غاس. وفي دلالة مهمة يضم المجلس الاستشاري للمشروع 11 خبيرا عالميا في مختلف المجالات، هم:
- أليكس كيرياكيديس الرئيس والمدير التنفيذي لشركة ماريوت العالمية في الشرق الأوسط وأفريقيا.
- أليستير جوسلينج المؤسس والرئيس التنفيذي لشركة إكستريم إنترناشيونال.
- بيل ريس الرئيس التنفيذي للمنظمة الدولية للشباب.
- بوب وارد مؤسس شركة ستراتيجيك إنسايتس آند كرييتف إماجينيشن.
- جيلدا بيريز ألفارادو المدير التنفيذي ورئيس جلوبال هوتيل ديسك.
- ماكسويل أندرسون رئيس مؤسسة سولز جرون دييب والرئيس السابق لجمعية متحف الفن.
- مايكل جونسون رئيس ومؤسس شركة مايكل جونسون بيرفورماتس.
- مايكل باسك مؤسس شركة مايكل باسك الاستثمارية.
- روزا زيجرز نائب الرئيس للمنتجات الاستهلاكية والخبرات في ناشيونال جيوجرافيك.
- ستيفن شوارزمان رئيس مجلس الإدارة والرئيس التنفيذي والشريك المؤسس لشركة بلاكستون.
- تيم ريتشاردز المؤسس والرئيس التنفيذي لشركة فيو الدولية.

## مرافق القدية
تقدم القدية أكثر من 300 من المرافق الترفيهية والتعليمية لتكون عنصر جذب للسياح المحليين والإقليميين والدوليين، حيث يتضمن المشروع مدن ملاهي، ومراكز تجارية وترفيهية، ومرافق رياضية لاستضافة البطولات الدولية، كما سيحتوي على أكاديميات للتدريب وحلبات صحراوية وإسفلتية لهواة سباقات السيارات، وحدات سكنية للتملك وللإيجار، وفنادق ومطاعم.

## أهداف المشروع
يهدف المشروع إلى جذب السياح من جميع أنحاء العالم، بالإضافة إلى دوره في تنويع الاقتصاد المحلي للمملكة، كما يستهدف تطوير قطاع الترفيه وتنمية المناطق الصحراوية مع المحافظة على البيئة الفطرية، وتوفير فرص وظيفية ملائمة في مجالات مبتكرة للمواطنين من الجنسين، حيث من المتوقع أن يساهم المشروع في نمو الاقتصاد السعودي بقيمة اقتصادية تقدر بنحو 17 مليار ريال سنويا، وأن توفر شركة القدية للاستثمار (52) ألف وظيفة للمواطنين من الجنسين.

## مراحل الإنشاء
يكتمل تدشين المشروع عبر ثلاث مراحل ليكون الوجهة الأمثل والأنسب لكل شرائح المجتمع السعودي، والخيار الترفيهي الدولي المميز في المنطقة:
1. المرحلة الأولى بدأت المرحلة الأولى منذ إطلاق سمو ولي العهد الأمير محمد بن سلمان، فكرة المشروع في 2017، وبدأ التنفيذ في تدشين البنى التحتية وبناء المرافق، وتتضمن المرحلة الأولى تنفيذ أكثر من 45 مشروعا وأكثر من 300 نشاط في قطاعات الإبداع والضيافة والترفيه والرياضة، إضافة إلى تصميم 12 معلمًا من المعالم الرئيسية لواجهة المشروع وبعض المعالم المهمة الأخرى تحت إشراف 20 شركة للهندسة المعمارية، ويعمل على تنفيذ أعمال المرحلة الأولى فريق مكون من 500 محترف من 30 جنسية مختلفة بالتعاون مع شركة «بيارك إنجلز جروب» الدنماركية التي أعلنت عن أن جميع أنظمة النقل الأساسية وأنظمة المرافق والبنية التحتية وشبكات الفضاء المفتوح ستنشئ وفق منظومة المحور الأخضر، وحسب المخطط سيتم افتتاح أعمال المرحلة الأولى في عام 2025.[3][27][28]
2. المرحلة الثانية تطوير المجمعات الرئيسة، وتوفير نحو 4 آلاف وحدة سكنية، في الفترة ما بين عامي 2023 و2025م.
3. المرحلة الثالثة نمو واكتمال المشروع العملاق، وشغله بالكامل في الفترة من 2026 إلى 2035م، ومن المنتظر والمتوقع بحلول عام 2030م.[29]

## القطاعات الخمسة
تخطط القدية لتطوير أكثر من 300 مرفق ترفيهي وتعليمي مُصممة حول خمسة قطاعات:
- قطاع المتنزهات والوجهات السياحية الذي يضم مدن الملاهي والمنتزهات المائية والوجهات السياحية[30][31][32]
- قطاع الرياضة والصحة الذي يوفر برامج ومرافق رياضية لجميع أنواع الرياضات، كرياضات الهواة ورياضات المحترفين، فضلاً عن البنية التحتية المؤهلة لاستضافة المسابقات الدولية ومرافق التدريب العالمية والأكاديميات
- قطاع الحركة والتشويق الذي يوفر الرياضات الهوائية ورياضات السيارات على حلبات السباق والطرق الوعرة
- قطاع الطبيعة والبيئة الذي يتيح للزوار استكشاف المناطق الخارجية عبر الأنشطة المرتبطة بالبيئة والطبيعة والمغامرات
- قطاع الفنون والثقافة الذي يضم مرافق وبرامج تقدم للزوار ألواناً فنية متنوعة تشمل الفنون التقليدية والمعاصرة، والمعارض، والفعاليات الثقافية والتعليمية.

وسيكون هناك أيضاً مجموعة من الخيارات العقارية، والتجارية والفندقية، إلى جانب خدمات المجتمع.

## مناطق التطوير
يحتوي المخطط العام لمشروع القدية على خمس مناطق تطويرية رئيسية، هي:

### منتجع الترفيه
يتمثل في أربع مناطق سياحية مغلقة بمنطقة مركزية مخصصة للمحلات التجارية والمطاعم والترفيه، بالإضافة إلى مجموعة من المرافق الفندقية المميزة.
وستقام بجوار هذه المنطقة، منطقة رئيسة مفتوحة للترفيه في الهواء الطلق، تدعم استضافة مختلف الفعاليات بسعة تتراوح من 5,000 إلى 40,000 زائر بمفهوم الحدائق الطبيعية، ويتخللها مرافق للتزلج على الجليد.
كما ستضم المرحلة الأولى من المشروع - عام 2025- مدينة للألعاب الترفيهية العائلية «Six Flags» كأحد عناصر الجذب الرئيسة، وسيكون المشروع أول متنزه ترفيهي يحمل العلامة التجارية لشركة 6 فلاجز في الشرق الأوسط.، مقسمة على ستة مناطق ترفيهية هي: مدينة التشويق، والينابيع الغامضة، ومدينة البخار، وحدائق الغسق، ووادي الثروات، والمعرض الكبير. يضاف إلى ذلك متنزه ترفيهي آخر لعشاق الرياضات المائية متصلاً بمنتجع فندقي متكامل.
أما منطقة الجذب الثالثة فهي «مضمار السرعة» المخصصة لممارسي ومحبي السيارات، كما ستشمل المنطقة على مجموعة متنوعة من مضامير السباق، وصالات عرض للسيارات، ومتاجر تجزئة ونادٍ للسائقين وفندق فاخر.
وفي 6 مايو 2024 أطلقت شركة القدية للاستثمار متنزه "أكواريبيا" كأول منتزه ترفيهي مائي من نوعه في السعودية والأكبر في الشرق الأوسط، وستكون "أكواريبيا"، التي تقع في قلب مدينة القدية، أول مدينة ترفيهية مائية محلية الصنع في المملكة تجذب الزوار من جميع أنحاء العالم عبر 22 لعبة وتجارب مائية مناسبة لمختلف أفراد العائلة وستنتهي 2025.

### مدينة القدية
مدينة القدية، هي منطقة متعددة الاستخدامات، وستكون وجهة للعمل والإقامة والترفيه والاسترخاء، وستحتوي على مجموعة من المرافق الرياضية والفنية بالإضافة إلى مجموعة من العروض العقارية والتجارية والمكتبية. كما ستضم منطقة الرياضة في المدينة على استاد الأمير محمد بن سلمان، وصالة متعددة الرياضات، ومراكز للألعاب الرياضية المتنوعة بما فيها المائية، إضافة إلى الرياضات المخصصة للنساء والأطفال.
وتطل المدينة على منتجع الترفيه، بارتفاع 200 متر، وسترتبط بمنتجع الترفيه -الواقع أسفل حافَة الجبل- من خلال سكة حديدية معلقة، كما ستضم مجمعات سكنية وتجارية ومتاجر للتجزئة، متمركزة حول محورين متقاطعين للمُشاة، يربطان مجموعة كبيرة من المرافق المميزة.
وستكون «مدينة القدية» موطنًا للألعاب الرياضية، حيث تضم مجموعة متنوعة من الملاعب الرياضية، بما في ذلك استاد رياضي يقع على سفح الجبل بسعة 20 ألف مقعد، وملعب رياضي مغلق متعدد الاستخدامات بسعة 18 ألف مقعد، ومركزاً رياضيًا للألعاب المائية، ومركز رياضي مؤهل لاستضافة مجموعة واسعة من الأنشطة والفعاليات الرياضية الفردية.
وتضم «مدينة القدية» أيضا مركزا للفنون الإبداعية، وقاعة للفنون المسرحية بسعة 2000 مقعد، ودورا متعددة للسينما، إضافة إلى الممرات المركزية الرئيسة لنقاط الترفيه المختلفة، كما سيحتوي مخطط «مدينة القدية»، الذي سيعمل على مدار الساعة وطوال أيام الأسبوع، على مرافق إبداعية أخرى كمساحات مكتبية، ومرافق للإنتاج الإعلامي، ومرافق تعليمية.
وعلى أحد طرفي المدينة، سينشأ جامع كبير، كما ستحتوي على مجموعة من المحالّ التجارية، ومجموعة من المرافق الخِدْماتية والمطاعم، بالإضافة إلى مدرسة خاصة، ومستشفى للطب الرياضي، وفلل خاصة، يتخللها مسارات للدراجات والمشي على حافة الجرف، لتتكامل بذلك مع المرافق المتنوعة التي تقدمها المدينة.

### المنطقة البيئية
تقع على الجانب الشمالي الغربي من «منتجع الترفيه» وتضم مجموعة من المناطق البيئية والحياة البرية، إضافة إلى ملعب لرياضة الغولف، كما تشتمل أيضا على مناطق خاصة لممارسة المغامرات الرياضية المختلفة في الهواء الطلق، مثل:مسارات الدراجات الجبلية، والهايكنج، وحبل الانزلاق، والقفز المظلي، و قمة الجبل، ومنتجع تخييم، ومنتجع إكو لودج، كما سيكون هناك فرصة لمشاهدة الحيوانات في بيئتها الطبيعية والعديد من مراكز الضيافة.

### منطقة الحركة والتشويق
تقع في الجزء الجنوبي الشرقي من «منتجع الترفيه»، وستكون موطنًا للفعاليات والتجارِب، ومرافق سكنية وأخرى للضيافة مستوحاة من مختلف العلوم والتقنيات في مجال الحركة والتشويق.
ويضاف إلى منطقة الحركة والتشويق، «منتجع السباقات» الذي سيستضيف مجموعة من المرافق السكنية، ونادٍ للهُواة وملاك السيارات، بحيث يتيح إمكانية الوصول إلى مضمار رائع لسباق تحمّل السيارات الممتد على مسافة 15 كم، ومرافق تجرِبة قيادة السيارات على المسارات الممهدة والوعرة، ومرافق تعليم القيادة وفعاليات رياضة السيارات.

### مجمع الغولف
ينقسم مجمع الغولف إلى منطقتين رئيسيتين: الخاصة والعامة، حيث ستضم المنطقة الخاصة عروضًا سكنية حصرية ومنتجعًا فندقيًا وصحيًا راقيًا، بالإضافة إلى ملعب لبطولات الجولف من تصميم أسطورة الجولف العالمي جاك نيكولاس، وسيكون أول ملعبًا له في المنطقة. وستضم المنطقة العامة مجتمعًا متكاملًا يقدم مجموعة متنوعة من الرياضات وخيارات التجزئة والمطاعم، وسيكون مفتوحًا للجميع، من اللاعبين الهواة إلى المهتمين بالرياضة والزوار.وستشمل المنطقة على ملعب لبطولات الغولف مؤلف من 18 حفرة، ونادٍ اجتماعي،ومجمع سكني يشتمل على منازل وفلل ومنتجعات خاصة، وفندق ومنتجع صحي للجولف، ومرافق الفروسية.

## المشاريع الفرعية

#### ملعب جاك نيكولاس لبطولات الجولف[44]
أكد لاعب الغولف العالمي جاك نيكولاس عن البدء في تصميم ملعب خاص لبطولات الغولف في القدية، حيث سيقام ملعب الغولف الجديد على بعد 40 دقيقة من قلب العاصمة السعودية، الرياض. وسيقوم جاك وشركته جاك نيكولاس المختصة بتصميم مسارات ملاعب الغولف «نيكولاس ديزاين» بتصميم الملعب ومسارات الغولف ضمن نادٍ خاص يقع داخل مجتمع سكني حصري في قلب مشروع القدية.

#### أكواريبيا[45]
يعتبر منتزه ترفيهي مائي الأول من نوعه في المملكة العربية السعودية والأكبر في المنطقة. ستحتوي الحديقة المائية على أنظمة متقدمة يمكنها - بفضل المرشحات المتخصصة - تقليل هدر المياه بنسبة تصل إلى 90% وتقليل استهلاك الطاقة.

#### مضمار سباق السيارات[46]
يعتبر جزء من مشروع القدية الترفيهي، ويسمى "مضمار السرعة". سيضم المضمار حلبة سباق مصممة لاستضافة سباقات الفورمولا 1 وسباقات الدراجات النارية MotoGP، بالإضافة إلى حلبة شوارع. يتميز المضمار بتصميم فريد يضم 21 منعطفًا، بما في ذلك "ذا بليد" وهو أول منعطف معلق في العالم.

#### استاد الأمير محمد بن سلمان[47]
مشروع استاد رياضي قيد الإنشاء في مدينة القدية الترفيهية، على بعد حوالي 40 دقيقة من مدينة الرياض. سيُبنى الاستاد على قمة جبل طويق، بارتفاع 200 متر، وسيكون متعدد الاستخدامات، حيث يمكن تحويل أرضيته بسهولة لإقامة فعاليات رياضية بما في ذلك مباريات كأس العالم 2034، بالإضافة إلى فعاليات ترفيهية مختلفة.

#### منطقة الألعاب والرياضات الإلكترونية[48]
تعد الأولى من نوعها على مستوى العالم، وتهدف إلى توفير بيئة متكاملة للاعبين المحترفين والهواة والمهتمين بهذا المجال. ستضم المنطقة مساحات واسعة مخصصة للعب والمنافسات والفعاليات، بالإضافة إلى مرافق سكنية وترفيهية متنوعة.
مركز الفنون الأدائية
وفي 24 يونيو 2024 أعلنت شركة القدية للاستثمار عن إطلاق مركز الفنون الأدائية كأول معلم ثقافي في مدينة القدية والذي يشكل إضافة مهمة لمجموعة المعالم السياحية بالمدينة. ويقع مركز الفنون الأدائية على حافة منحدرات جبال طويق وسيستضيف أكثر من 260 عرضًا وفعالية داخلية وخارجية سنويًا، عبر اشتماله على 2400 مقعد موزعة على ثلاثة مسارح، يقدم كل منها تجربة مشاهدة بزاوية 360 درجة، تمزج بين التقنيات الحركية والرقمية، ويضم مسرحًا يوفر إطلالة على الهضبة السفلى للمدينة، ومسرحًا آخر معلقًا قابلًا للتعديل يتسع لـ 500 مقعد مثبتة من الأعلى.

## برامج التدريب والتطوير في القدية[52]

#### برنامج "صُنّاع اللعب"[53]
يهدف إلى تطوير مهارات الشباب السعودي في قطاعات الترفيه والضيافة، ويشمل التدريب العملي والتعلم التطبيقي، ويهدف إلى تمكين الشباب من العمل في القطاعات الرئيسية في القدية.

#### برنامج الدبلوم المشارك في إدارة الوجهات الترفيهية[54]
يركز على إعداد المشرفين والمشغلين في مجال المتنزهات الترفيهية والمعالم السياحية، من خلال تزويدهم بالمعرفة والخبرة اللازمة في مجالات مثل خدمات الضيوف، والسلامة، وتنسيق الفرق، والعمليات التشغيلية اليومية.

#### برنامج مسك للتدريب على رأس العمل[55]
يهدف إلى إعداد الشباب السعودي للانخراط في سوق العمل من خلال التدريب في منظمات محلية وعالمية رائدة، بما في ذلك القدية.
برنامج تشغيل المدن والوجهات الترفيهية
يهدف إلى تعريف المهنيين الطموحين بعالم الترفيه، وتزويدهم بفهم شامل للأدوار المتنوعة في هذا المجال، بما في ذلك نماذج الأعمال، وخدمة الضيوف، وإدارة العمليات والتشغيل.

#### برنامج الابتعاث مع هيئة الترفيه[57]
في عام 2019، وقعت الهيئة العامة للترفيه مذكرة تفاهم مع شركة القدية للاستثمار تستهدف التعاون في برامج مشتركة لتطوير رأس المال البشري، لابتعاث 60 طالباً وطالبة لدراسة البكالوريوس في كلية روزن لإدارة الضيافة بجامعة سنترال فلوريدا في الولايات المتحدة الأمريكية.

## وصلات خارجية
- الموقع الرسمي